# São Tomé
São Tomé (befolkning ca. 56.166 (2005)) er hovedstad i São Tomé og Príncipe og landets største by, beliggende på øen med samme navn. Den blev grundlagt af portugiserne i 1485, og er bygget op omkring en katedral fra 1500-tallet. En anden tidlig bygning er Fort São Sebastião, bygget i 1575, og i dag São Tomé nationalmuseum.
| Vejr for São Tomé (São Tomé International Airport) | Vejr for São Tomé (São Tomé International Airport) | Vejr for São Tomé (São Tomé International Airport) | Vejr for São Tomé (São Tomé International Airport) | Vejr for São Tomé (São Tomé International Airport) | Vejr for São Tomé (São Tomé International Airport) | Vejr for São Tomé (São Tomé International Airport) | Vejr for São Tomé (São Tomé International Airport) | Vejr for São Tomé (São Tomé International Airport) | Vejr for São Tomé (São Tomé International Airport) | Vejr for São Tomé (São Tomé International Airport) | Vejr for São Tomé (São Tomé International Airport) | Vejr for São Tomé (São Tomé International Airport) | Vejr for São Tomé (São Tomé International Airport) |
|                                                    | Jan                                                | Feb                                                | Mar                                                | Apr                                                | Maj                                                | Jun                                                | Jul                                                | Aug                                                | Sep                                                | Okt                                                | Nov                                                | Dec                                                | År                                                 |
| -------------------------------------------------- | -------------------------------------------------- | -------------------------------------------------- | -------------------------------------------------- | -------------------------------------------------- | -------------------------------------------------- | -------------------------------------------------- | -------------------------------------------------- | -------------------------------------------------- | -------------------------------------------------- | -------------------------------------------------- | -------------------------------------------------- | -------------------------------------------------- | -------------------------------------------------- |
| Gennemsnitlig maks °C                              | 29,4                                               | 29,9                                               | 30,2                                               | 30,1                                               | 29,3                                               | 28                                                 | 27,3                                               | 27,7                                               | 28,6                                               | 28,7                                               | 29                                                 | 29,1                                               | 28,9                                               |
| Gennemsnitlig °C                                   | 25,9                                               | 26,2                                               | 26,4                                               | 26,4                                               | 26                                                 | 24,7                                               | 23,8                                               | 24,1                                               | 25                                                 | 25,2                                               | 25,5                                               | 25,6                                               | 25,4                                               |
| Gennemsnitlig min °C                               | 22,4                                               | 22,5                                               | 22,6                                               | 22,6                                               | 22,6                                               | 21,4                                               | 20,4                                               | 20,5                                               | 21,3                                               | 21,8                                               | 22                                                 | 22,1                                               | 21,8                                               |
| Gennemsnitlig nedbør mm                            | 81                                                 | 84                                                 | 131                                                | 122                                                | 113                                                | 19                                                 | 0                                                  | 1                                                  | 17                                                 | 110                                                | 99                                                 | 108                                                | 884                                                |
| Kilde: Deutscher Wetterdienst (tysk)               |                                                    |                                                    |                                                    |                                                    |                                                    |                                                    |                                                    |                                                    |                                                    |                                                    |                                                    |                                                    |                                                    |